# La Voz de Cádiz
La Voz de Cádiz es un periódico español fundado en 2004. Lo edita la Corporación de Medios de Cádiz, empresa que pertenece al grupo Vocento.

## Historia
La Voz de Cádiz comenzó su andadura el 26 de septiembre de 2004, con lo que se convirtió en el primer proyecto editorial lanzado por Vocento en el siglo XXI. En un principio contó con una edición para la capital y la Bahía, con un ámbito de distribución provincial. En 2006 lanzó al mercado el diario La Voz de Jerez, enfocando sus contenidos a Jerez y su comarca.
Poco antes, en septiembre de 2005, arrancó su edición digital, con la que pronto consiguió el liderazgo en la provincia de Cádiz (que mantiene hoy día), tanto en usuarios únicos como en visitas y páginas vistas. La apuesta decidida de La Voz de Cádiz por el medio digital se ha visto recompensada, además, con la concesión del Premio Andalucía de Periodismo, en el año 2007.
Dentro de esta estrategia multimedia, la Corporación de Medios de Cádiz había puesto en marcha, integrada en el mismo periódico, la emisora local de Punto Radio, en el dial 93.6 de la FM, que fue cancelada en noviembre de 2011 para radiar solo la señal nacional.